# Iuda Halevi
Iuda (Yehuda) Halevi (n. c. 1075 - d. 1141,  în ebraică: יהודה הלוי, în arabă: يهوذا هاليفي, Abuʼl Hassan ibn Allāwi) a fost un filozof, istoric al religiilor și poet evreu din Spania.
O perioadă a fost și medic în sudul Spaniei.
A fost unul dintre poeții reprezentativi ai literaturii ebraice medievale.

## Opera
Cea mai valoroasă operă filozofică a sa este Kuzari (Al-Hazari), care este o apologie a iudaismului.
Poezia sa Cântece pentru Sion, cântată în slujba mozaică, se remarcă prin forță patetică și intensitate lirică.